# أبو بكر أليو إبراهيم
أبو بكر أليو إبراهيم (بالإنجليزية: Abubakar Aliyu Ibrahim)‏ هو لاعب كرة قدم نيجيري في مركز الوسط، ولد في 18 نوفمبر 1994 في نيجيريا. شارك مع منتخب نيجيريا لكرة القدم.

## وصلات خارجية
- أبو بكر أليو إبراهيم على موقع اتحاد النرويج (النرويجية)
- أبو بكر أليو إبراهيم على موقع قاعدة بيانات كرة القدم.إي يو (الإنجليزية)
- أبو بكر أليو إبراهيم على موقع ناشيونال فوتبول تيمز (الإنجليزية)
- أبو بكر أليو إبراهيم على موقع Soccerway.com (الإنجليزية)